# Aspitates citraria
Aspitates citraria là một loài bướm đêm trong họ Geometridae.